# طبلة (عمارة)

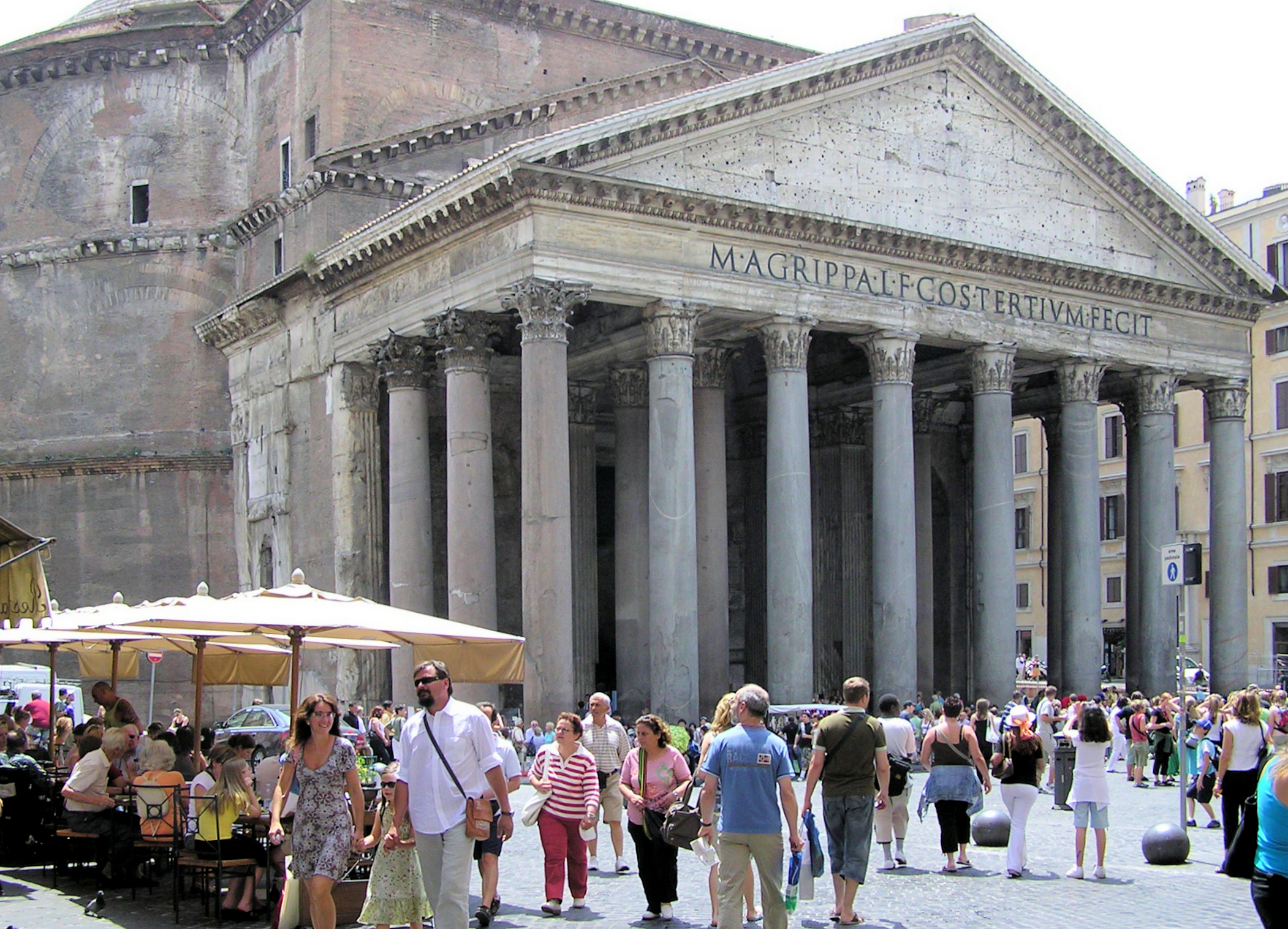
موضحة في الصورة الواجهة العلوية (قوصرة)، التي تضمن الطبلة/ بانثيون (Pantheon) روما

الطبلة (Tympanum) في العمارة هي منطقة ثلاثية من الجدار المغلق في إطار الجزء العلوي للواجهة الأمامية (قوصرة)، وكثيرا ما تزين برسومات وتماثيل.
وأحيانا يستخدم كمصطلح مرادف للإطار العلوي للبوابات والنوافذ.
تفسير الطبلة في معجم المصطلحات العلمية والفنية والهندسة هو «سطح القوصرة الغائر».